# Roman Vlasov
Roman Andrejevič Vlasov (rus. Роман Андреевич Власов) (Novosibirsk, Rusija, 6. listopada 1990.) je ruski hrvač grčko-rimskim stilom. Zaposlen je u ruskoj vojsci te ima čin natporučnika.
Višestruki je europski i svjetski prvak u hrvanju dok je na Olimpijadi 2016. uspio obraniti naslov. Tada je pobijedio danskog predstavnika Marka Madsena kojeg je dobio i godinu ranije na Svjetskom prvenstvu u Las Vegasu.
Trenira ga Viktor Kuznjecov koji je u svojoj prošlosti trenirao ruskog hrvačkog velikana Aleksandra Kareljina.
Zbog ostvarenih sportskih uspjeha dobio je brojne nagrade i priznanja kao što su: Red prijateljstva (2012.), Počasna diploma predsjednika Ruske Federacije (2013.) i Medalja časti (2016.).

## Karijera

### OI 2012. London
| London 2012.        | London 2012. | London 2012.           | London 2012.  |
| Protivnik           | Zemlja       | Uspjeh                 | Natjecanje    |
| ------------------- | ------------ | ---------------------- | ------------- |
| Mark Madsen         | Danska       | 0:2, 3:0, 2:0; pobjeda | osmina finala |
| Christophe Guénot   | Francuska    | 2:0, 0:2, 1:0; pobjeda | četvrtfinale  |
| Aleksandr Kazakevič | Litva        | 3:0, 1:0; pobjeda      | polufinale    |
| Arsen Julfalakyan   | Armenija     | 1:0, 1:0 pobjeda       | finale        |

### OI 2016. Rio
| Rio de Janeiro 2016. | Rio de Janeiro 2016. | Rio de Janeiro 2016. | Rio de Janeiro 2016. |
| Protivnik            | Zemlja               | Uspjeh               | Natjecanje           |
| -------------------- | -------------------- | -------------------- | -------------------- |
| Kim Hyeon-woo        | Južna Koreja         | 7:5; pobjeda         | osmina finala        |
| Yang Bin             | Kina                 | 8:0; pobjeda         | četvrtfinale         |
| Božo Starčević       | Hrvatska             | 6:3; pobjeda         | polufinale           |
| Mark Madsen          | Danska               | 5:1 pobjeda          | finale               |